# Урцадзор
Урцадзор (арм. Ուրցաձոր) — село в Араратской области Армении. Основано в 1873 году.

## География
Село расположено в центральной части марза, на левом берегу реки Веди, при автодороге , на расстоянии 26 километров к востоку-юго-востоку (ESE) от города Арташат, административного центра области. Абсолютная высота — 1075 метров над уровнем моря.
Климат
Климат характеризуется как семиаридный (BSk в классификации климатов Кёппена). Среднегодовая температура воздуха составляет 11,5 °C. Средняя температура самого холодного месяца (января) составляет −3 °С, самого жаркого месяца (июля) — 24,7 °С. Расчётная многолетняя норма атмосферных осадков — 300 мм. Наибольшее количество осадков выпадает в мае (53 мм).

## Население
По данным «Сборника сведений о Кавказе» за 1880 год в селе Карабагляр Нижнее Эриванского уезда по сведениям 1873 года было 80 дворов и проживало 756 азербайджанцев (указаны как «татары»), которые были шиитами.
По данным Кавказского календаря на 1912 год, в селе Карабагляр Нижнее Эриванского уезда проживало 1830 человек, в основном азербайджанцев, указанных как «татары».
По Всесоюзной переписи 1939 года в селе Чиманкенд проживало 1447 человек, из которых 996 были азербайджанцами, а 399 — армянами
| Год переписи | Население          | Население          | Население          | Население            | Население            | Население            |
| Год переписи | Наличное население | Наличное население | Наличное население | Постоянное население | Постоянное население | Постоянное население |
| Год переписи | Всего              | Мужчины            | Женщины            | Всего                | Мужчины              | Женщины              |
| ------------ | ------------------ | ------------------ | ------------------ | -------------------- | -------------------- | -------------------- |
| 2001         | 2819               | 1376               | 1443               | 2935                 | 1435                 | 1500                 |
| 2011         | 2495               | 1215               | 1280               | 2587                 | 1284                 | 1303                 |

## В культуре
В селе происходят основные действия фильма «Последний перевал», снятого азербайджанским режиссёром Камилем Рустамбековым в 1971 году на киностудии «Азербайджанфильм» по мотивам романа Фармана Керимзаде «Снежный перевал».